# حيزبون

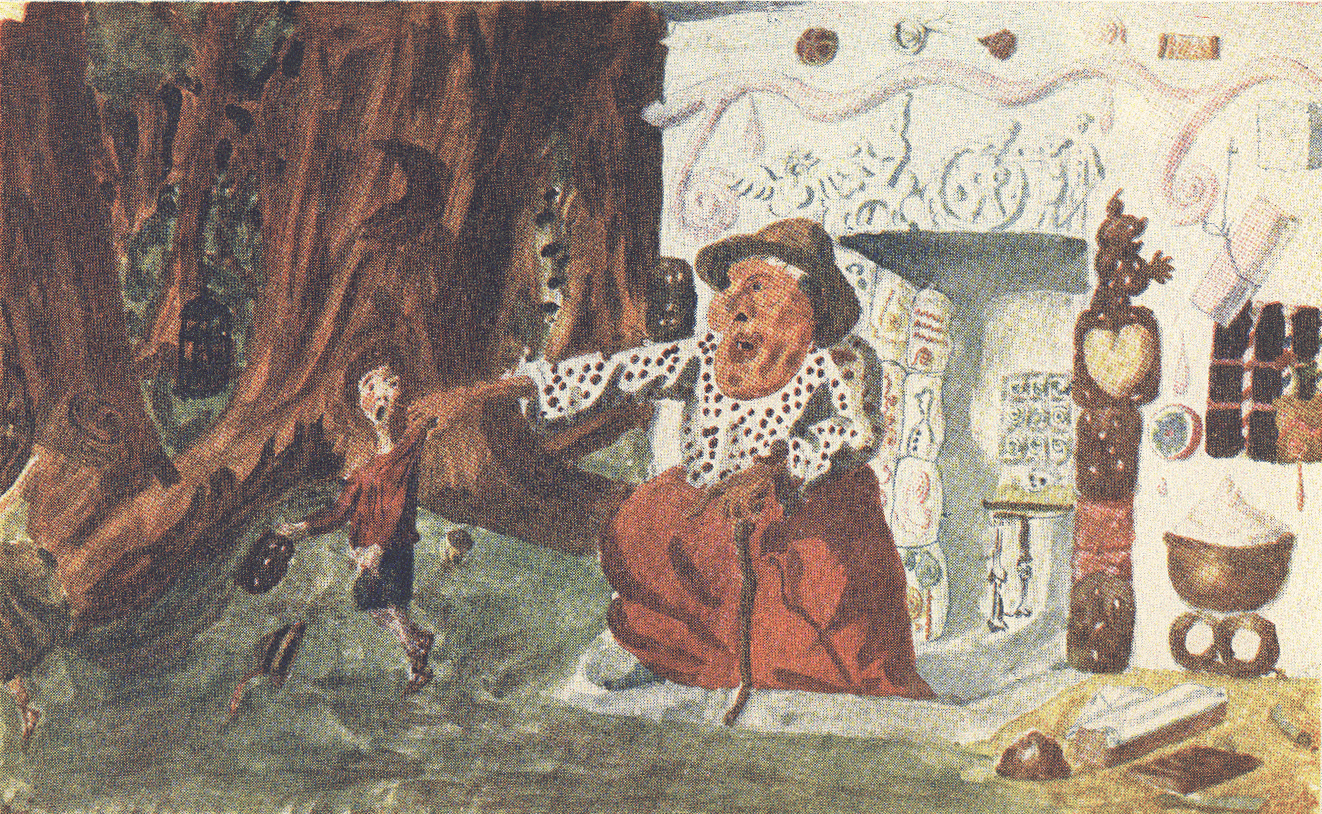
بابا ياجا (عن يمين) من الفُلكلور السلافي هي حيزبون

الحَيْزَبون في التراث الشعبي هي امرأة عجوز يمكن وصفها بأنها كريهة أو خبيثة أو شريرة يغلب أن تكون لها قدرات سحرية أو خارقة للطبيعة يمكن أن تجعلها مفيدة أو معوقة، وهي شخصية نموذجية. تتشارك الحيزبون في الخصائص مع العجوز الشمطاء. أصبحت الكلمة أكثر تخصصًا حيث عُدَّت الجانب الثالث للآلهة الثلاثية التي أشاعها روبرت جريفز وبعد ذلك في بعض أشكال الوثنية الجديدة ، ولا سيما في الويكا حيث ترمزُ فيها إلى آلهة الظلام وظلام القمر ونهاية دورة. تمثلُ الحيزبون مع الأم والعذراء جزءًا من دائرة الحياة. تُعد الحيزبونية في العصر الجديد والدوائر الروحانية النسوية طقوسًا للعبور إلى عصر الحكمة والحرية والقوة الشخصية.
وفقًا للباحثة كلاريسا بينكولا إستيس، فإن الحيزبون هو «الشخص الذي يرى بعيدًا، والذي ينظر إلى الفراغات بين العوالم ويمكنه حرفيًا رؤية ما سيأتي وما هو موجود وما الآن وما يقوم عليه ويقف وراء أشياء كثيرة. تمثل الحيزبون القدرة على الرؤية، أكثر من مجرد عين المرء، ولكن الرؤية بعيون القلب، بعيون الروح، من خلال عيون القوة الإبداعية والقوة المتحركة للنفسية».

## الأمثلة
في الأسطورة الإسكندنافية، يصارع الثور العجوز إيلي الذي يجسد الشيخوخة. أما الساحرة السلافية بابا ياجا هي وصي شرير وحيوي للعالم الآخر.
في التراث الشعبي المحلي لسومرست في جنوب غرب إنجلترا، يُقال إن «امرأة الضباب» تظهر أحيانًا على هيئة حيزبون تجمع العصي. تم الإبلاغ عن مشاهدتها في أواخر الخمسينيات من القرن الماضي. في حكاية المرتفعات الاسكتلندية «الأخ المسكين والأثرياء»، ترفض إحدى العجائز البقاء مدفونة، إلى أن يوقظ زوج ابنتها بسخاء، وبعد ذلك يصبح ثريًا مثل أخيه الأكثر حظًا.
أما في التراث الشعبي الكوبي التقليدي فغالبًا ما تظهر النساء العجائز شخصياتًا مفيدة، كما هو الحال في قصة الرجل المريض الذي لا يمكن أن يتعافى حتى يقابل امرأة عجوز تنصحه بارتداء سترة رجل سعيد. وفقًا للكاتبة ألما فلور آدا، «إنهم يميلون إلى أن يكونوا هم الذين يحافظون على تماسك الأسرة وينقلون التقاليد ويعرفون العلاجات التي من شأنها علاج الأمراض المختلفة».